# Megan Twohey
Megan Twohey (Evanston, 1975) è una giornalista statunitense del The New York Times. In precedenza ha scritto report investigativi per Reuters, il Chicago Tribune e il Milwaukee Journal Sentinel. I rapporti investigativi di Twohey hanno smascherato medici sfruttatori, rivelato kit di stupro non testati e scoperto una rete segreta sotterranea di bambini adottati indesiderati abbandonati. I suoi rapporti investigativi hanno portato a condanne penali e hanno contribuito a promuovere nuove leggi volte a proteggere le persone vulnerabili e i bambini.
Il 5 ottobre 2017, Twohey e la collega giornalista del New York Times Jodi Kantor hanno pubblicato un rapporto su Harvey Weinstein che dettagliava decennni di accuse di abusi sessuali e più di 80 donne hanno pubblicamente accusato Weinstein di averle abusate o aggredite sessualmente. Ciò ha portato al licenziamento di Weinstein e ha contribuito ad accendere il movimento virale #MeToo avviato dall'attivista americana Tarana Burke. Quel lavoro è stato premiato nel 2018, quando il New York Times ha ricevuto il Premio Pulitzer 2018 per il servizio pubblico. Kantor e Twohey hanno vinto il George Polk e sono stati inseriti nella lista delle 100 persone più influenti dell'anno stilata dalla rivista Time. Twohey e Kantor hanno successivamente scritto un libro che raccontava il loro rapporto su Weinstein, intitolato She Said. Il libro è stato pubblicato nel 2019 e adattato in un film con lo stesso nome nel 2022 (Anche io in italiano). Oltre a vincere il Premio Pulitzer per il servizio pubblico nel 2018, Twohey è stata finalista per il Premio Pulitzer per i rapporti investigativi nel 2014. 

## Biografia
Twohey è di Evanston, Illinois. Suo padre, John Twohey, è un giornalista veterano, entrato a far parte del Chicago Tribune nel 1977 dopo essere stato per cinque anni direttore del design del Washington Post. All'inizio della sua carriera, è stato anche addetto stampa per la corsa alla vicepresidenza democratica del 1972 di Sargent Shriver e per il senatore democratico dell'Oklahoma Fred Harris. La madre di Megan, Mary Jane Twohey, ha lavorato come assistente del Congresso e come produttrice di notizie alla WETA-TV di Washington prima di diventare per molti anni portavoce e responsabile delle relazioni con i media per la Northwestern University di Evanston.
Twohey ha frequentato la Evanston Township High School e si è laureata alla Georgetown University nel 1998.
Si è inizialmente unita al New York Times nel 2016 per indagare sulla storia fiscale di Donald Trump e sui possibili legami d'affari con la Russia.

## Rapporti investigativi

### Kit di stupro non testati
Nel 2009, Twohey ha scritto sul Chicago Tribune che diversi dipartimenti di polizia suburbani intorno a Chicago non stavano sottoponendo tutti i kit di stupro per i test. L'anno successivo, l'Illinois divenne il primo Stato degli Stati Uniti a richiedere che ogni kit di stupro fosse testato, e molti altri Stati negli Stati Uniti lo seguirono subito dopo.

### Medici incriminati
Dal 2010 al 2011, Twohey ha pubblicato una serie di articoli sul Chicago Tribune che descrivono in dettaglio casi di medici che erano stati condannati per crimini violenti o crimini sessuali e stavano ancora praticando e abusando dei pazienti. Il suo rapporto è stato accreditato per aver portato a nuove leggi e politiche in Illinois volte a proteggere i pazienti, ad esempio richiedendo controlli dei precedenti per gli operatori sanitari.

### Bambini abbandonati
Nel 2013, Twohey ha pubblicato un rapporto investigativo su Reuters News che descriveva in dettaglio come alcune persone in America utilizzassero Internet per trovare luoghi in cui abbandonare i loro figli adottivi. Diversi segmenti di questa storia sono stati trasmessi su Nightly News e Today Show su NBC. Ha ricevuto un Sydney Award e il Michael Kelly Award per il suo lavoro che rivela queste reti sotterranee. Twohey è stato finalista per il Premio Pulitzer per questo lavoro.

### Donald Trump
Nel 2016, Twohey e Michael Barbaro hanno pubblicato diversi articoli investigativi sul New York Times sulla cattiva condotta sessuale dell'allora candidato alla presidenza Donald Trump. Ha continuato a riferire sugli episodi nel 2017. Trump ha minacciato di citare in giudizio il New York Times se non avesse rimosso gli articoli, anche se il Times ha rifiutato.

## Vita privata
È sposata con Jim Rutman, agente letterario.